# Gabriela Cabezón Cámara
Œuvres principales
Pleines de grâce (2009), Les Aventures de China Iron (2017)
Gabriela Cabezón Cámara, née le 4 novembre 1968 à Buenos Aires, est une écrivaine, journaliste et militante féministe, originaire d’Argentine.

## Biographie
Originaire de San Isidro, Gabriela Cabezón Cámara est diplômée en lettres de l'Université de Buenos Aires. En qualité de journaliste, elle collabore à différents titres de presse, dont le supplément SOY du journal Página/12 qui traite des questions LGBT.

## Carrière littéraire
À travers ses écrits, Gabriela Cabezón Cámara mêle culture savante et culture populaire, afin d'interroger l’histoire et l’identité de son pays. En 2009, Gabriela Cabezón Cámara publie son premier roman Pleines de grâce (La Virgen Cabeza), traduit en français et édité aux Éditions de L’Ogre en 2020.
Son second ouvrage Les Aventures de China Iron publié dans sa version espagnole en 2017, est finaliste du International Booker Prize 2020,,. Réécrivant habilement (en en changeant le point de vue) le poème épique Martín Fierro, souvent considéré comme l'un des piliers de la littérature argentine, le récit se concentre sur une femme qui se libère des traditions pour explorer la pampa, en quête d'une nouvelle façon de vivre ensemble. L'ouvrage est parfois qualifié de western queer,.

## Militantisme
Gabriela Cabezón Cámara est l’une des cofondatrices du mouvement Ni una menos, pour protester contre la récurrence des féminicides en Amérique latine. La militante participe activement aux luttes féministes argentines de ces dernières années,,.

## Œuvre

### Romans
- La virgen cabeza (2009) Pleines de grâce, traduit par Guillaume Contré, Éditions de L’Ogre, 201 p., 2020 (ISBN 9782377560639) ; réédition, Paris, 10/18, coll. « Littérature étrangère » no 5686, 2021 (ISBN 978-2-264-07901-5)
- Romance de la Negra Rubia, Eterna Cadencia, 80 p., 2014  (ISBN 978-9-877-12022-6) Tu as vu le visage de Dieu suivi de Romance de la Noire blonde, traduit par Guillaume Contré, Éditions de L’Ogre, 200 p., 2022 (ISBN 9782377561346)
- Las aventuras de China Iron (2017) Les Aventures de China Iron, traduit par Guillaume Contré, Éditions de L’Ogre, 236 p., 2021 (ISBN 9782377560936) ; réédition, Paris, 10/18, coll. « Littérature étrangère », 2022

### Recueils de nouvelles
- Le viste la cara a Dios (2011)
- Sacrificios (2015)

### Romans graphiques
- Beya, illustrations de Iñaki Echeverría, Eterna Cadencia, 128 p., 2013  (ISBN 978-9-871-67391-9)
- Y su despojo fue una muchedumbre, illustrations de Iñaki Echeverría, 2015